# Kosovoserber
Kosovoserber (serbiska: Косовски срби/Kosovski Srbi), även kallade etniska serber i Kosovo, alternativt etniska serber i Kosovo och Metohija (Срби на Косови и Метохији/Srbi na Kosovu i Metohiji) är ett samlingsnamn för de kosovoserber som bor eller härstammar ifrån Kosovo.
De etniska serberna utgör 1,5 procent av landets befolkning enligt en folkräkning 2011 som exkluderade norra Kosovo där invånarna till största delen är etniska serber. Räknar man även in denna region utgör kosovoserberna cirka 7 procent av landets befolkning. Omkring en tredjedel av Kosovos etniska serber bor i norr och efter självständigheten upprättade de en parallell administration med kommunkontor, postkontor och skolor. Kosovoserberna är övervägande östortodoxt kristna (serbisk-ortodoxa kyrkan).
Då de flesta kosovoserber inte erkänner parlamentet i Kosovo och därför har bojkottat folkräkningar finns det inga exakta siffror på hur många etniska serber som bor i området, men enligt vissas uppskattning lever idag 120 000 etniska serber i Kosovo och utgör den näst största etniska gruppen i området. Utöver detta lever mellan 205 835 - 245 000 (i den högsta siffran räknas även romer och andra minoriteter in) som internflyktingar på andra platser i Serbien.
En stor del av den serbiska minoriteten bor i en enklav i norra Kosovo (norr om staden Mitrovica). Denna stad kallas på bosniska, kroatiska och serbiska för Kosovska Mitrovica (Косовска Митровица) och är uppdelad i en serbisk nordlig och en albansk sydlig del. Den serbiska delen av Mitrovica är självstyrande och utanför den kosovanska regeringens verkliga kontroll. Norra Mitrovica, som den serbiska delen av staden också kallas, mottar hjälp från regeringen i Belgrad för att självstyret ska kunna fortsätta.

## Historia

### Kosovokriget
1996 började oroligheter bryta ut i Kosovo då den albanska gerillan UÇK började utföra attacker mot bland andra serbiska polismän. 1998 utökades oroligheterna och öppet krig utbröt mellan serbiska styrkor och albanska UÇK. Sammandrabbningarna kom att starkt påverka civilbefolkningen i området såväl serber som albaner och minoriteter så som romer och goraner blev lidande. Bland annat ska UÇK ha kidnappat minst 10 kosovoserber och fört dem till Albanien för att sedan sälja deras organ. Carla Del Ponte, tidigare åklagare för ICTY, hävdar i sin memoarer rörde sig om hundratals civila serber som transporterades till norra Albanien för att sedan mördas och få sina organ sålda på den svarta marknaden. Journalisten Michael Montgomery har undersökt fenomenet och med kidnappningar och organstölder, och upptäckte att fenomenet inte slutade efter kriget utan fortsatte även efter de serbiska styrkorna dragit sig tillbaka och kriget avslutats. Montgomery undersökte fenomenet och lyckades följa spåren av de kidnappade ända till rurala områden i Albanien och har om detta producerat en kort dokumentär som publicerats av Vice News. Under tiden som organstölderna utspelade sig befann sig NATO och FN-trupperna KFOR i området, NATO vilka inlett ett anfall mot Serbien i vilket bland annat serbiska statstelevisionen bombades med 16 döda som följd, och KFOR som skulle upprätta "fred och allmän säkerhet".
Trots närvaron av internationella styrkor så fortsatte konflikten och med det de civila offren att öka. Även en stor del av det rika serbiska kulturarvet i området förstördes under kriget. Bland annat kyrkor, vilka fredsbevarande NATO-styrkor var delaktiga i att försvara, förstördes och enligt BBC förstördes mer än 100 kyrkor även efter att NATO-trupperna anlänt. En av dessa var Den heliga oskulden Hodegetrias kyrka (serbiska: Црква Богородице Одигитриjе/Crkva Bogorodice Odigitrije) som uppförts redan år 1315.

### Efter Kosovokriget

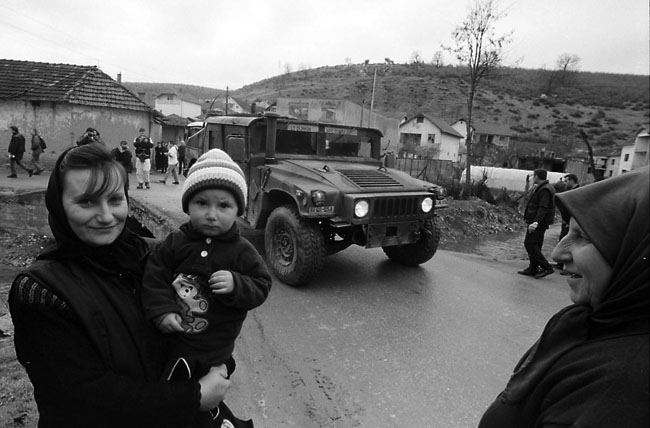
Serbiska civila skyddas av KFOR från hotet om attacker från sina grannar.

Efter kriget i Kosovo så minskade den serbiska populationen i området dramatiskt. Idag uppskattas 120 000 serber leva i området, framförallt i de norra delarna (se Nordkosovo), där cirka 50 000 serber lever, drygt 60 000 lever också utspritt över serbiska enklaver så som Štrpce, Novo Brdo och Graçanica (se Serbiska enklaver i Kosovo). Utöver dessa lever uppskattningsvis 240 000 kosovoserber, kosovoromer och andra etniska minoriteter i övriga områden i Serbien som internflyktingar, av dessa antas minst 205 835 vara etniska serber. Ett antal på omkring 20 000 serber uppskattas också leva som internflyktingar inom regionen Kosovo.
Situationen för framförallt serber men även romer och goraner har sedan krigsslutet varit svår och man har med rasistiska motiv blivit diskriminerade från att ta del av sjukvård(även om det mestadels bedöms bero på att man inte är registrerade medborgare), bostadsmarknaden och annan samhällsservice. Även fysiskt våld har förekommit i form av överfall och mord, rån är dock det mest utbredda fenomenet som gruppen drabbas av. Många serbiska barn som lever i områden där de inte utgör majoritet går inte klart skolan och ofta beror detta på den diskriminering som finns i skolorna, det förekommer att serbiska barn blir utsatta för mobbning eller placeras i sär- och specialklasser trots att ingen relevant grund finns för omplaceringarna.
På grund av den svåra situationen för serber i området så har enbart runt 18 000 serber återvänt efter krigsslutet. Ett annat problem är att vissa serbiska hus förstörs, bland annat revs 2014 5 hus ägda av serber i Gjakova, eller att serber förvägras sina gamla hem då de nu har nya ägare. I vissa byar med albansk majoritet, bland annat Zhaq utanför Istog, har det skett protester i samband med att serber har återvänt och återvändandet har i princip avstannat helt enligt UNCHF-chefen Eduardo Arboleda som uttalade sig i en intervju med serbiska B92:
| ”                         | "the return of the displaced persons literally stopped". | „ |
| – Eduardo Arboleda, UNCHR |                                                          |   |

## Demografi

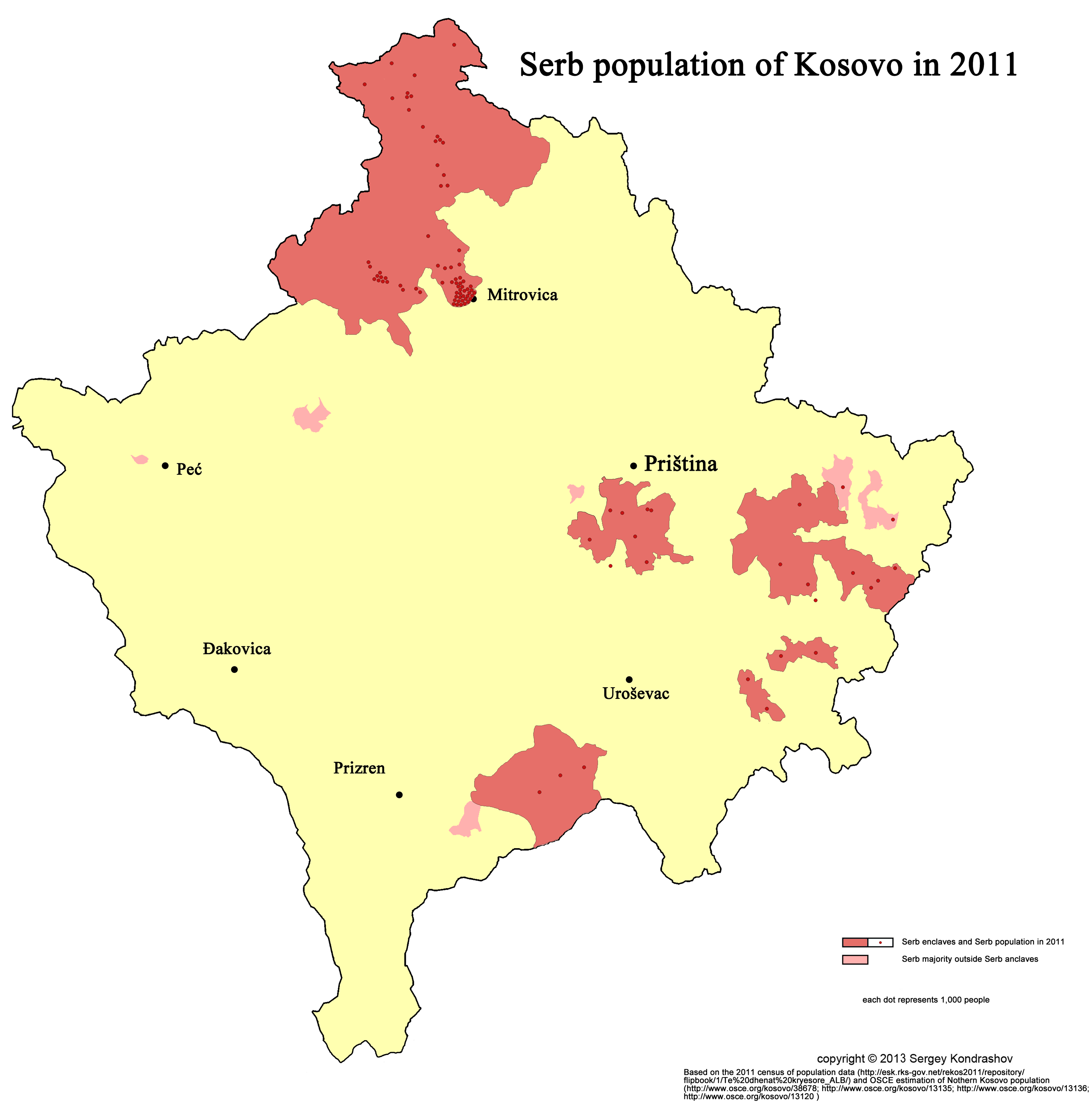
Områden i Kosovo där serber utgör majoritet

I dag utgör serber omkring 1,5 % av den totala populationen i Kosovo. Det är en minskning på 2 % sedan slutet av kriget år 2000 och en minskning på 4,9 % ifrån år 1991. Serber har dock inte alltid varit i minoritet i Kosovo utan demografin har dramatiskt skiftat de senaste århundradena.

### 1300-talet
Nedan följer en lista över bosättningar i Metohija och norra Albanien ifrån åren 1321-1931.

#### 1321–1931
Det här avsnittet är helt eller delvis baserat på material från  engelskspråkiga Wikipedia, Dečani chrysobulls, 11 mars 2015.
Pergament vid namn Dečanske hrisovulje (Serbiska alfabetet | serbisk kyrilliska: Дечанске хрисовуље) ifrån staden Deçani skrivna åren 1321-1331 av Stefan Uroš III (serbisk kyrilliska: Стефан Урош III) även kallad Stefan av Dečani (serbiska: Стефан Дечански/Stefan Dečanski) innehåller detaljerad information om hushåll och byar i Metohija och nordvästra Albanien. Det första avsnittet konstaterar att i den benämnda regionen var en majoritet serber.
89 bosättningar med 2 666 hushåll finns dokumenterade av vilka:
- 3 albanska bosättningar (3,3 %)
- 86 serbiska bosättningar (96,6 %)

2 166 hushåll av de totala 2 666 jordbrukshushållen levde på boskapsskötsel och av dessa var :
- 44 albanska hushåll (2 %)
- 2,122 serbiska hushåll (98 %)

## Kända personer med kosovoserbiskt ursprung
- Novak Đoković, tennisspelare
- Miloš Krasić, fotbollsspelare
- Danijela Rundqvist, svensk hockeyspelerska, modern är serbiska ifrån Kosovo.[22]
- Stefan Uroš III Dečanski, serbisk kung